# ایندرانیل سنگوپتا
ایندرانیل سنگوپتا (انگلیسی: Indraneil Sengupta؛ زادهٔ ۱۹۷۴) یک مانکن، و هنرپیشه اهل آفریقای جنوبی است. وی از سال ۱۹۹۹ میلادی تاکنون مشغول فعالیت بوده‌است.
او در فیلم ساتیاگراها، ملک، دختران تقویم، آرونداتی، دکتر جی، داستان و فرار دزدها بازی کرده است.